# Runnin' From Tha Police
Runnin' From Tha Police è un brano musicale di Tupac Shakur e The Notorious B.I.G., in partecipazione con Stretch, Buju Banton e i Dramacydal.

## Il brano
La canzone esalta il "valore" della fuga dalla polizia e incita all'omicidio di poliziotti.
Tupac canta precisamente l'ultimo verso, mentre Biggie il secondo.
La canzone doveva apparire nell'album Me Against the World, ma a causa della faida tra West Coast ed East Coast non fu mai pubblicata.
È stata solo pubblicata come singolo dall'album One Million Strong, una compilation di rap e successivamente inserita in Ready 2 Die.
Curiosità macabra è che quattro cantanti della canzone sono attualmente morti: Strecht, Tupac, Yaki Kadafi che faceva parte dei Dramacydal (ora Outlawz) e Notorious.